# You Like Me Too Much
You Like Me Too Much è un brano dei The Beatles, apparso sull'album Help!
È il terzo brano dei Beatles a essere composto da George Harrison. Non è mai stata suonata dal vivo né dai Beatles né dal suo autore dopo lo scioglimento del gruppo.

## Composizione e registrazione
Il testo presenta analogie sia con la precedente Don't Bother Me che con alcune canzoni successive di Harrison, Piggies e Taxman.
È stata registrata il 17 febbraio 1965 nello Studio Due di Abbey Road, in 8 nastri. Per la pubblicazione sull'album è stato scelto l'ultimo. Lo stesso giorno era stata registrata la canzone The Night Before, che presentava anch'essa un piano elettrico. The Night Before sarebbe apparsa sul film, per cui si optò come canzone di Harrison per il film I Need You, considerata dalla critica peggiore rispetto a You Like Me Too Much.
Ha un ritmo molto veloce, e presenta la tonalità di Sol maggiore nel corso del brano, eccetto che nelle strofe, dove presenta un La minore dorico. Il pianoforte, nella registrazione, è stato suonato a quattro mani da McCartney e dal produttore dei Beatles, George Martin.

## Formazione
- George Harrison: voce raddoppiata, chitarra solista
- Paul McCartney: basso elettrico, pianoforte
- John Lennon: chitarra acustica ritmica, piano elettrico
- Ringo Starr: batteria, tamburello
- George Martin: pianoforte